# Dicranota avis
Dicranota avis är en tvåvingeart som först beskrevs av Alexander 1926.  Dicranota avis ingår i släktet Dicranota och familjen hårögonharkrankar. Inga underarter finns listade i Catalogue of Life.